# Масуд Шоџаи
Масуд Солејмани Шоџаи (перс. مسعود سلیمانی شجاعی‎‎, латинизовано: ; Шираз, 9. јун 1984) професионални је ирански фудбалер који примарно игра у средини терена на позицији офанзивног везног играча. Тренутно наступа за Трактор Сази.
За репрезентацију Ирана играо је на три светска и три азијска првенства.
Јавно иступа као борац за већа права жена у иранском друштву.

## Клупска каријера
Шоџаји је рођен у граду Ширазу на југу Ирана, али се веома рано преселио прво у Абадан, а потом и у Техеран. Професионалну каријеру је започео као деветнаестогодишњи младић у екипи Санат Нафта из Абадана, одакле је након само једне сезоне прешао у тим Сајпе из Караџа.
Потом је две сезоне провео у Уједињеним Арапским Емиратима где је играо за екипу Шарџе, а одатле је као слободан играч отишао у Шпанију и потписао трогодишњи уговор са екипом Осасуне. У шпанској Примери дебитује 31. августа 2008. у утакмици против Виљареала. Због повреде је пропустио целу сезону 2011/12, а по окончању сезоне 2012/13. напушта екипу из Памплоне и потписује једногодишњи уговор са Лас Палмасом који је у то време играо у Сегунди.
Потом две сезоне проводи играјући у Катару, а у Европу се враћа у лето 2016. када потписује једногодишњи уговор са екипом Паниониоса из Атине. Захваљујући доста добрим партијама те сезоне у првенству Грчке продужује уговор на још једну сезону. Ипак, у децембру 2017. одлучује се за градског ривала АЕК-а са којим потписује полугодишеи уговор, до краја текуће сезоне. Са екипом АЕК-а освојио је тирулу првака Грчке, што је уједно био и највећи успех у његовој професионалној каријери.

## Репрезентативна каријера
За сениорску репрезентацију Ирана дебитовао је 17. новембар 2004. у утакмици квалификација за Светско првенство 2006. са селекцијом Лаоса. Две године касније дебитовао је на светским првенствима, а у Немачкој је одиграо само једну утакмицу групне фазе, против Анголе. Потом је играо и на наредна три првенства Азије (2007, 2011. и 2015), те на Светском првенству 2014. у Бразилу.
На квалификационим утакмицама за СП 2018. против Кине и Узбекистана по први пут му је додељена капитенска трака у националном тиму. Међутим већ у августу исте године Шоџаи је заједно са саиграчем Ехсаном Хаџсафијем суспендован из националног тима, а обојица су оптужена за издају због чињенице да су као играчи Паниониоса одиграли утакмицу са Макабијем из Тел Авива, што се коси са иранским законодавством које не признаје постојање Државе Израел. Након јавног извињења обојици играча је укинута суспензија.
Селектор Карлос Кејроз уврстио га је на списак играча за Светско првенство 2018. у Русији, а Шоџај је тако постао првим иранским фудбалером у историји који је заиграо на три светска првенства. Иако је у Русији имао улогу капитена репрезентације, Шоџаи је играо само у првој утакмици у групи Б против Марока.

### Голови за репрезентацију
| № | Датум              | Место       | Ривал               | Гол. | Рез. | Такмичење                          |
| - | ------------------ | ----------- | ------------------- | ---- | ---- | ---------------------------------- |
| 1 | 28. март 2009.     | Техеран     | Саудијска Арабија   | 1:0  | 1:2  | Квалификације за СП 2010.          |
| 2 | 17. јун 2009.      | Сеул        | Јужна Кореја        | 1:0  | 1:1  | Квалификације за СП 2010.          |
| 3 | 12. август 2009.   | Сарајево    | Босна и Херцеговина | 1:2  | 3:2  | Пријатељска утакмица               |
| 4 | 7. септембар 2010. | Сеул        | Јужна Кореја        | 1:0  | 1:0  | Пријатељска утакмица               |
| 5 | 26. март 2013.     | Кувајт Сити | Кувајт              | 1:0  | 1:1  | Квалификације за Азијски куп 2015. |
| 6 | 11. јануар 2015.   | Мелбурн     | Бахреин             | 2:0  | 2:0  | АФК азијски куп 2015.              |
| 7 | 17. новембар 2015. | Тамунинг    | Гвам                | 4:0  | 6:0  | Квалификације за СП 2018.          |
| 8 | 7. јун 2016.       | Техеран     | Киргистан           | 1:0  | 6:0  | Пријатељска утакмица               |

## Успеси и признања
ФК АЕК Атина
- Грчка суперлига (1): 2017/18.